# Лаубах, Клэр
Клэр Лаубах (англ. Claire Laubach, 29 июля 1983, Вашингтон, Нью-Джерси, США) — американская хоккеистка (хоккей на траве), защитник. Участница летних Олимпийских игр 2012 года, чемпионка Панамериканских игр 2011 года.

## Биография
Клэр Лаубах родилась 29 июля 1983 года в американском боро Вашингтон в штате Нью-Джерси.
В 1998 году начала заниматься хоккеем на траве.
В 2001 году окончила среднюю школу Сентрвилль, в 2005 году — университет Уэйк-Форест. Выступала за его команду по хоккею на траве. В 2002—2004 годах трижды выигрывала чемпионат Национальной ассоциации студенческого спорта.
В 2005 году дебютировала в женской сборной США.
В 2011 году завоевала золотую медаль хоккейного турнира Панамериканских игр в Гвадалахаре.
В 2012 году вошла в состав женской сборной США по хоккею на траве на летних Олимпийских играх в Лондоне, занявшей 12-е место. Играла на позиции защитника, провела 6 матчей, забила 1 мяч в ворота сборной Новой Зеландии.
В течение карьеры провела за сборную США 162 матча.
Отличалась мастерским исполнением штрафных угловых.